# Doll Parts
«Doll Parts» es una canción de la banda musical alternativa/grunge Hole. Fue el sencillo de difusión de su segundo álbum Live Through This.

## El videoclip
En julio de 1994, el video musical de "Doll Parts" fue filmado y fue dirigido por Samuel Bayer, quien también ha dirigido videos de Smashing Pumpkins, Nirvana y Green Day. La bajista Kristen Pfaff había muerto el mes anterior a la grabación del video, debido a una sobredosis de heroína, por lo que fue sustituida durante la grabación del mismo por la bajista Jennifer Finch (bajista) de L7.
A pesar de haberse considerado como la nueva bajista del grupo, Finch nunca se unió a la banda. Dos ediciones del vídeo fueron emitidos. En la versión original del video, había una gran cantidad de imágenes de una muñeca, la cual tiene un aspecto sucio y demacrado, mientras que en la segunda edición, varias imágenes de la muñeca fueron sustituidas por imágenes de la cantante Courtney Love caminando descalza sobre un campo de pétalos. El video también cuenta con la aparición de un pequeño niño rubio, que muchos toman como la figura del difunto marido de Love, Kurt Cobain, debido al parecido con el cantante en su juventud, la imagen del niño también fue usada en la portada del sencillo " Beautiful Son " en 1993.
- Datos: Q2478034